# キャナル・ストリート駅 (LIRR)
キャナル・ストリート駅（英: Canal Street）とはかつてアメリカ合衆国ニューヨーク市クイーンズ区ジャマイカ地区のキャナル・ストリート（現在の168丁目）に存在したロングアイランド鉄道 (LIRR) の本線およびモントーク支線の駅である。
この駅は1890年6月24日に、アトランティック・アベニュー・ラピッド・トランジットの各駅停車がウッドヘブン・ジャンクション駅からジャマイカ駅を通ってロッカウェイ・ジャンクション駅（彼らの新しいターミナル）に延伸した際に開業した。その駅は1899年、「ラピッド・トランジット」 ("rapid transit") の列車がブルックリン橋に向かって走行し始めた直後に閉鎖された。 17年後、ブルックリン-マンハッタン交通会社 (BMT) が168丁目駅をジャマイカ高架線上に代替駅 (replacement) として開業した（1977年まで存在した）。その駅付近には現在1933年に建設されたニューヨーク陸軍州兵の第104野戦砲兵隊造兵廠の建物 (104th Field Artillery Armory building) が立っている。